# Commission royale
 (septembre 2014).
Si vous disposez d'ouvrages ou d'articles de référence ou si vous connaissez des sites web de qualité traitant du thème abordé ici, merci de compléter l'article en donnant les références utiles à sa vérifiabilité et en les liant à la section « Notes et références ».

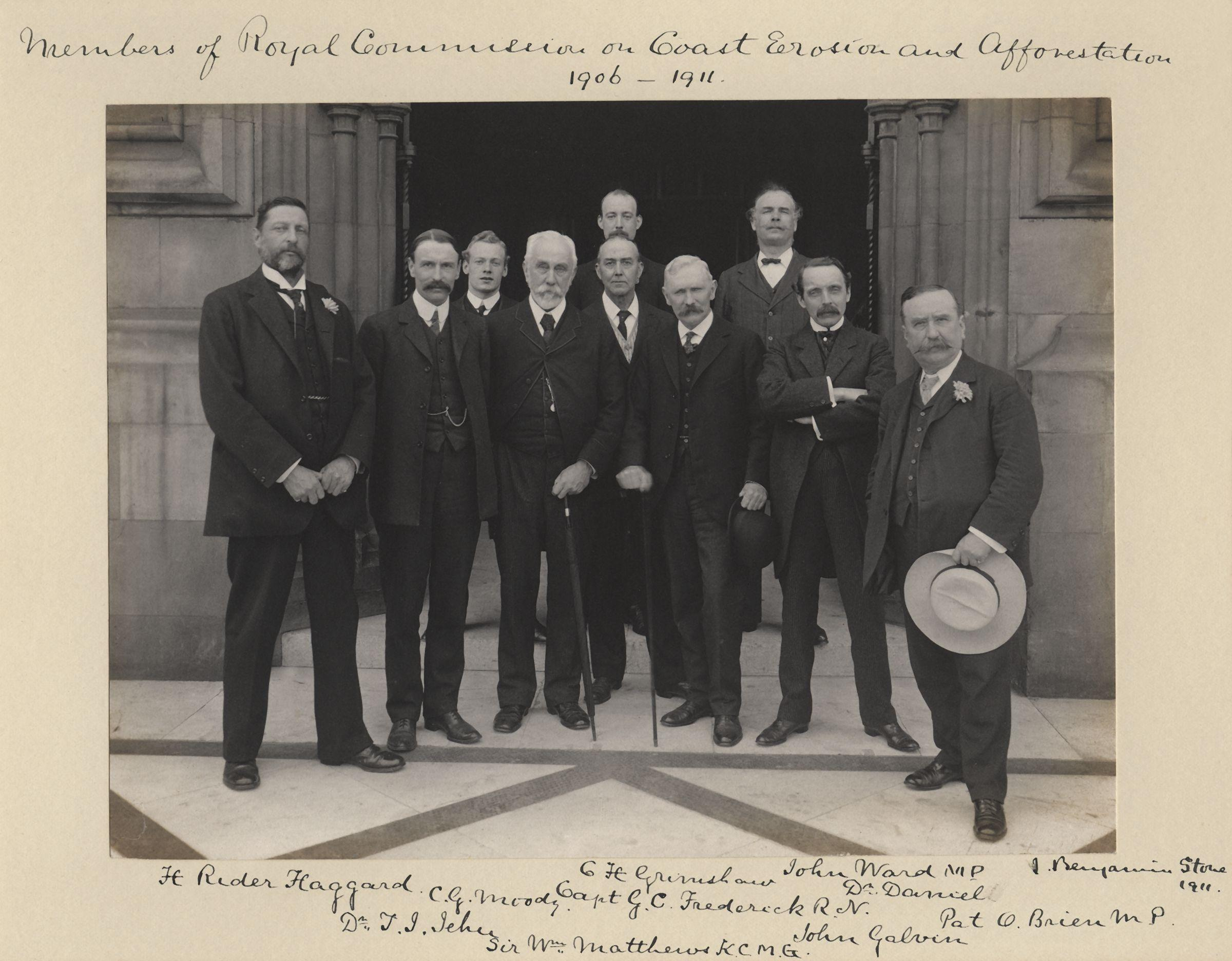
membre de la commission d'enquête sur l'érosion des cotes de 1906 à 1911.

Dans les Royaumes du Commonwealth, une commission royale est un organisme qui effectue une enquête publique majeure lancée à l'instigation du gouvernement. Elle a généralement de grands pouvoirs judiciaires, souvent plus grands que ceux d'un juge, mais limités à sa mission. 

## Description
Chaque commission est créée par le chef de l'État (par exemple, au Canada, c'est le Gouverneur général qui représente le monarque canadien lors de son absence) sur la recommandation du gouvernement et est appointée formellement par des lettres patentes. Pour simplifier leur identification, ces commissions portent souvent le nom du ou des présidents (ex., Commission Laurendeau-Dunton à la place de Commission royale d'enquête sur le bilinguisme et le biculturalisme). Leur existence est souvent critiquée, car elle servirait à mettre fin à la critique publique envers les agissements des gouvernements qui les commandent. 
En pratique, une fois une commission lancée, il est difficile pour un gouvernement de l'obliger de cesser ses activités. Pour cette raison, la définition de sa mission est scrupuleusement rédigée et la durée de la commission est généralement écrite. Dans certains cas, lorsque les commissaires décident de ne pas respecter la mission de la commission, celle-ci est dissoute sur jugement d'une cour supérieure.
Elle peut être nommée Commission royale d'enquête et ses membres sont appelés « commissaires ». De telles commissions ont été créées en Australie, au Canada, au Royaume-Uni et en Nouvelle-Zélande.
Les commissions royales d'enquête sont appelées à enquêter sur d'importants sujets le plus souvent controversés. Les sujets peuvent porter sur la structure gouvernementale, le traitement des minorités ou des évènements ayant une grande incidence sur la société ou sur l'économie. 
Plusieurs commissions royales ont duré plusieurs années et, souvent, le parti au pouvoir qui avait demandé une commission avait changé lorsque la commission remettait son rapport. Plusieurs rapports ont exigé des redditions de compte ou des modifications substantielles aux lois en vigueur. Par exemple, en Australie, des commissions royales ont enquêté sur la corruption dans la police et le gouvernement. Elles avaient de grands pouvoirs judiciaires qui leur a permis de mettre fin à plusieurs pratiques que les officiers utilisaient pour se protéger d'enquêtes conventionnelles.
Les commissions royales sont souvent présidées par des personnalités connues du public. À cause des grands pouvoirs qui leur sont dévolues, elles sont souvent composées de juges à la retraite.
Une commission royale doit souvent consulter le grand public pour mieux connaître la nature des problèmes, ainsi que consulter des experts pour tenter de trouver des solutions à ces problèmes. Les lettres patentes peuvent lui donner de grands pouvoirs, tels que :
- obliger des témoins à comparaître,
- offrir des compensations,
- saisir des documents ou tout autre objets (même s'ils sont classifiés),
- tenir des audiences devant caméra ,
- exiger, dans certains cas, l'aide de tout membre du gouvernement en place.

Les résultats des commissions royales d'enquête sont le plus souvent rendus dans de volumineux rapports écrits qui contiennent à la fois un résumé des observations et une liste de recommandations. Souvent, pour diverses raisons, seule une partie des recommandations est appliquée : lois, politiques, etc.